# Ferdynand Łukaszek
Ferdynand Łukaszek (ur. 11 października 1921 w Przyłękowie, zm. 23 sierpnia 2017 w Żywcu) – polski polityk ruchu ludowego, poseł na Sejm PRL II, III, VII i VIII kadencji. 

## Życiorys
Syn Marii i Marcina. Ukończył 4 klasy szkoły podstawowej w Przyłękowie. Podczas II wojny światowej związał się z Batalionami Chłopskimi. W marcu 1944 został wywieziony na przymusowe roboty do Niemiec, skąd wkrótce wrócił. Po zakończeniu wojny kształcił się w Koedukacyjnym Gimnazjum Handlowym w Żywcu. Zaangażował się w działalność Związku Młodzieży Wiejskiej RP „Wici”, a następnie Stronnictwa Ludowego i Chłopskiego Towarzystwa Przyjaciół Dzieci w Żywcu (w którym został sekretarzem oddziału). W lipcu 1947 został wiceprzewodniczącym zarządu powiatowego ZMW RP „Wici” i członkiem jego władz wojewódzkich. W 1948 został przewodniczącym zarządu powiatowego Związku Młodzieży Polskiej (po kilku miesiącach zrezygnował z tej funkcji). Zaangażował się w działalność Zjednoczonego Stronnictwa Ludowego. Był szefem komitetu elektryfikacyjnego Przyłękowa (elektryfikacja wsi dokonała się w 1956). Od 1954 do 1955 odbywał w Warszawie kurs pedagogiczny. 1 września 1955 został podinspektorem w Wydziale Oświaty Powiatowej Rady Narodowej w Żywcu. W 1957 objął mandat posła z okręgu Żywiec. W 1961 uzyskał reelekcję w okręgu Wadowice. Pracował równocześnie w Inspektoracie Oświaty. Ukończył Wyższą Szkołę Pedagogiczną w Krakowie, uzyskując tytuł magistra. W marcu 1967 został wiceprzewodniczącym, a w grudniu 1968 przewodniczącym PRN w Żywcu. Od 1972 do 1975 był naczelnikiem powiatu. W 1976 ponownie objął mandat poselski, reprezentując okręg Bielsko-Biała. W 1980 uzyskał reelekcję w okręgu Andrychów. W trakcie swej ostatniej kadencji poselskiej pełnił funkcję zastępcy przewodniczącego Komisji Oświaty i Wychowania oraz Komisji Oświaty, Wychowania, Nauki i Postępu Technicznego.
Wielokrotnie był radnym Gromadzkiej, Powiatowej i Wojewódzkiej Rady Narodowej. Od 1976 przez dwie kadencje był wiceprzewodniczącym WRN w Bielsku-Białej. W ZSL był prezesem Powiatowego Komitetu w Żywcu, a od 1957 do 1975 zasiadał w prezydium Wojewódzkiego Komitetu w Krakowie. W czerwcu 1975 został prezesem Wojewódzkiego Komitetu ZSL w Bielsku-Białej. Od 1975 do 1985 zasiadał w naczelnych władzach partii. W okresie III RP był honorowym prezesem powiatowym Polskiego Stronnictwa Ludowego w Żywcu.
Powołał do życia oddział Towarzystwa Uniwersytetów Ludowych w Bielsku-Białej, w którym do 1995 pełnił funkcję prezesa. W 2005 bez powodzenia kandydował z ramienia PSL do Senatu w okręgu bielskim, zajmując 12. miejsce spośród 14 kandydatów. W 2006 bezskutecznie kandydował do rady powiatu żywieckiego.

## Odznaczenia
Odznaczony m.in. dwukrotnie Medalem Komisji Edukacji Narodowej, Krzyżami Kawalerskim, Oficerskim i Komandorskim Orderu Odrodzenia Polski, Medalem Wincentego Witosa, Medalem „Za zasługi dla ruchu ludowego” (1984) oraz Odznaczeniem im. Ignacego Solarza.